# Cisma
 (février 2018).
Si vous disposez d'ouvrages ou d'articles de référence ou si vous connaissez des sites web de qualité traitant du thème abordé ici, merci de compléter l'article en donnant les références utiles à sa vérifiabilité et en les liant à la section « Notes et références ».
 (février 2018).
Le Cisma (Construction, Infrastructure, Sidérurgie et Manutention) est un syndicat professionnel français créé en 2005 et installé à Courbevoie (92400). Le CISMA rassemble toutes les entreprises installées en Europe, qui conçoivent, produisent et commercialisent des équipements pour le BTP, la Sidérurgie et la Manutention. Les fournisseurs de composants et d'équipements spéciaux en lien avec ces matériels peuvent également être membres. Jean-Claude Fayat en est le Président depuis janvier 2017.
En janvier 2018, le CISMA comptait plus de 200 entreprises adhérentes - PME, PMI et filiales de groupes internationaux - employant plus de 30 000 personnes en France.
Renaud Buronfosse est le Délégué Général du CISMA.

## Historique
Le CISMA est issu de la fusion de deux syndicats : le MTPS (le syndicat des matériels pour les travaux publics et la sidérurgie) et le SIMMA (le syndicat des matériels de manutention).

## Le rôle du Cisma
En tant qu'organisation professionnelle, le CISMA a pour principales missions de défendre les intérêts de ses adhérents et de valoriser la profession. Par son action quotidienne, le CISMA organise et maintient un dialogue permanent entre les industriels mais également avec tous les acteurs composant son écosystème :
- le monde de la mécanique : CETIM, FIM, UIMM, UNM ...
- les clients : FNTP, FFB, ASLOG, DLR, COTITA, IDRRIM, UNPG, SNBPE ...
- les organismes publics en France : Ministères et organismes (Afnor, Cnamts, Carsat, Inrs...)
- les organisations européennes : Commission européenne, Parlement, Conseil européen, Normalisation CEN, Comités professionnels européens...

Le CISMA est organisé par pôle d'expertise :
- le pôle économique chargé des statistiques et de l'analyse des marchés
- le pôle technique chargé des questions liées à la normalisation et la réglementation
- le pôle promotion et communication chargé des relations presse, de l’événementiel et de la promotion des métiers

## Présidents du Cisma
| Période d'activité         | Nom                                          | Entreprise      |
| -------------------------- | -------------------------------------------- | --------------- |
| 2005-2007                  | Henri Marchetta                              | Mecalac         |
| 2008-2011                  | Pierre Marol                                 | Alstef          |
| 2012-2014                  | Alain Bohrer                                 | Liebherr France |
| 2015-2016                  | Philippe Frantz                              | Reel            |
| 2017 - 30 juin 2019        | Jean-Claude Fayat                            | Groupe Fayat    |
| depuis le 1er juillet 2019 | Jean-Claude Fayat devient Président d'EVOLIS | Groupe Fayat    |

## Liens
Le Cisma est membre de la FIM (Fédération des industries mécaniques).
Au niveau européen, le CISMA est membre du CECE (Committee for European Construction Equipment) et de la FEM (European Materials Handling Federation).